# Gladys Vergara
Gladys Elena Vergara Gavagnin (1928 – Montevideo, 5 luglio 2016) è stata un'astronoma e docente uruguaiana nota per i suoi calcoli sulle eclissi, fatti durante un periodo in cui i computer non erano in grado di farlo. L'asteroide 5659 Vergara è chiamato in suo onore.

## Carriera
Gladys Vergara ha studiato scienze fisiche e astronomia, in un momento in cui entrambi i campi erano inaccessibili per le donne. Ha fatto parte della prima generazione di studenti del Dipartimento di Astronomia fondata dal Dr. Cernuschi delle Facoltà di lettere e scienze dell'Università della Repubblica. Nel 1952, è stata una dei fondatori dell'Associazione dei fan dell'astronomia. È stata segretaria dell'Antarctic Institute dell'Uruguay.
Il 18 luglio 1968, gli astronomi cileni Carlos Torres e S. Cofré hanno scoperto, dall'Osservatorio di Cerro El Roble in Cile, un nuovo asteroide nella fascia principale, provvisoriamente chiamato 1968 OA1. Dopo la morte di Vergara, l'Unione Astronomica Internazionale (IAU) ha dato il nome 5659 Vergara all'asteroide.
Gladys Vergara è stata segretaria del Consiglio direttivo dell'uruguaiano Antarctic Institute, in base alla risoluzione approvata dal Primo Convegno nazionale dell'Antartide, tenutosi a Montevideo dal 24 al 27 aprile 1970. Durante la dittatura del 1973, che lei ha respinto, è rimasta disoccupata, fino al ritorno della democrazia nel 1985. È stata docente di astronomia del Consiglio dell'Istruzione secondaria.
È stata direttrice dell'Osservatorio di Montevideo, docente presso l'Istituto di Topografia della Facoltà di Ingegneria e docente presso l'Istituto Batlle y Ordóñez quando era l'Istituto delle donne.
Vergara ha incoraggiato i suoi studenti a comprare un telescopio rifrattore da 10 centimetri Unitron che è stato utilizzato per inaugurare l'Osservatorio dell'Istituto di istruzione secondaria delle donne, Batlle y Ordóñez Institute (IBO), di cui era una dei fondatori nel gennaio 1976.
È stata una dei fondatori del Comitato Nazionale di Astronomia dell'Uruguay.
Presso la Facoltà di Ingegneria è stata compagna di classe di Esmeralda Mallada, in onore della quale è stato chiamato l'asteroide 16277 Mallada.
È morta a Montevideo il 5 luglio 2016.